# 冰柱女

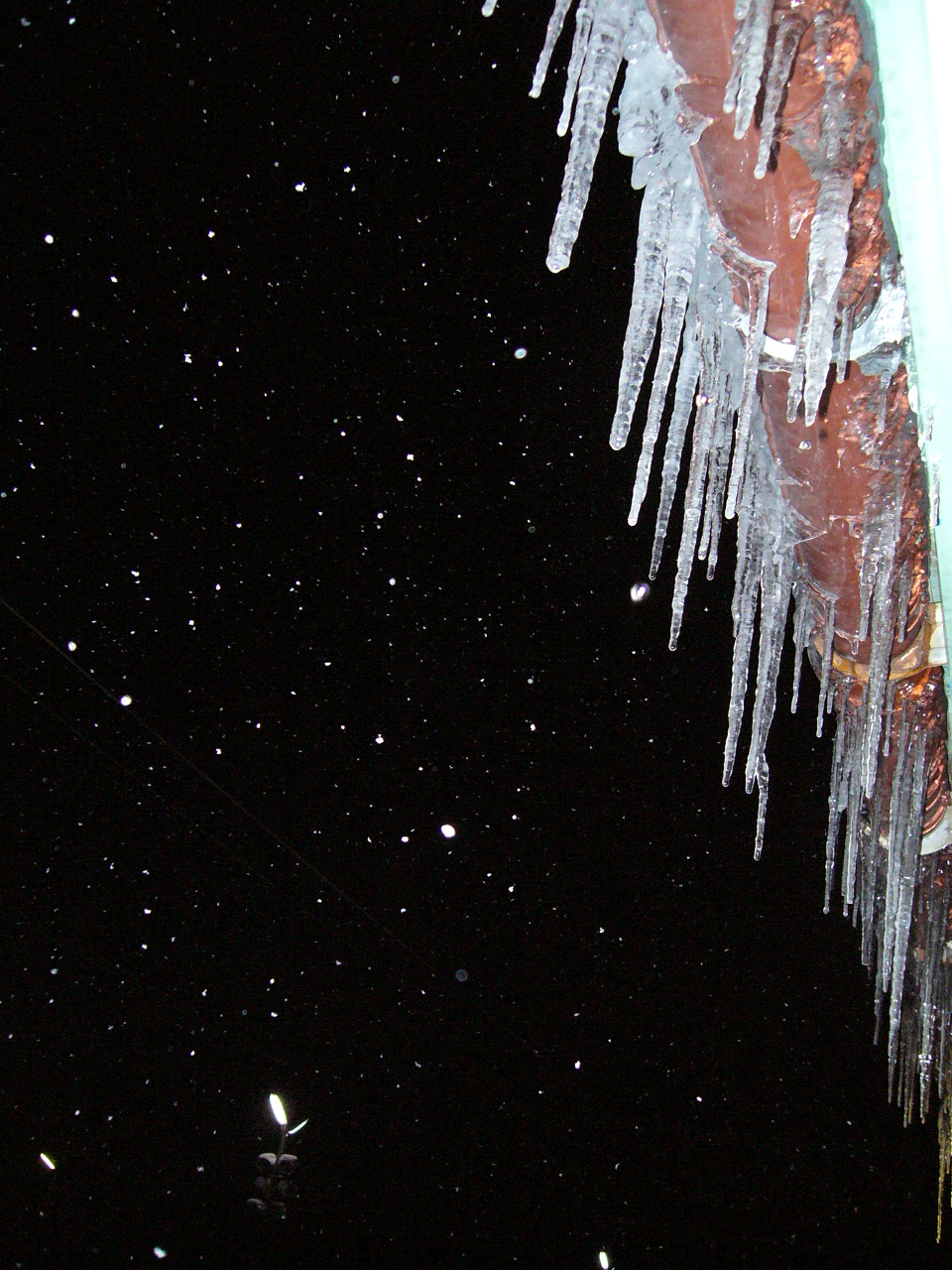
青森線的冰柱

《冰柱女》是日本流傳的民間故事。變成人類的女子冰柱的故事，但常被和雪女混淆的情況非常多。

## 故事概要
獨居的男子，望著自己房子屋簷下垂吊的冰柱而嘆息著並說出「好希望擁有像冰柱般那樣美麗的妻子」的話來，在說出那個願望不久後就有像那樣美麗的女子出現在男子眼前，並希望為男子的妻子。這個女子其實就是冰柱的化身，但那個始末卻有各種說法。
其1 - 東北地方、青森縣、新潟縣
冰柱女房的故事
女子和男子結為夫妻，雖然女子非常好而幫男子勤快的做事，但是卻很討厭沐浴的事情。而非常在意的男子，於是請了住在隔壁的老奶奶來好說歹說的勸說下，讓女子終於願意去沐浴，可是在那之後過了很久女子都沒有出來。非常擔心的男子就到浴室那裡去窺看究竟，結果沒有看到女子的身影，只看到冰的碎片漂浮在浴缸的水面上。
其2 - 秋田縣
和上面記載是類似的故事，不過這個秋田的故事，不是與獨居的男子希望和那樣出現的女子結婚的故事。
很久很久以前，在某個暴風雪的夜晚，有一名女子來拜訪某夫婦的家，希望可以借宿一宿，夫婦倆很高興就答應了。
但是之後的日子，那樣的暴風雪卻一直都持續下個不停，使人無法外出，於是女子就在那個家裡繼續住了下來。某一天夜裡夫婦在浴室燒了熱水，希望女子去沐浴，但是女子很不願意，可是在夫婦倆好說歹說的勸說下，女子很悲哀的去洗澡了，可是在那之後過了很久女子都沒有出來。非常擔心的夫婦就到浴室那裡去窺看究竟，結果沒有看到女子的身影，只看到天花板有1根冰柱正向下垂吊著。
其3
突然來的女子和男子雖然結婚了，可是到了春天，女子的身影卻突然消失了。男子以為女子逃跑了而非常的悲傷，但在那年裡他卻與別的女子再婚。
然後到了冬天。原來的那個男子，很驚訝那個女子再次出現在他面前。在她得知男子再婚的時候，女子非常的憤怒，就變成冰柱的樣子刺殺了男子。

## 類似的民間故事
同樣的，獨居男子對於美麗的冰柱一見鍾情而希望擁有這樣妻子的願望，那個女子的真面目是冰柱這樣的民間故事在世界各地，其各自的始末也有差異。
菅女房 - 山形縣
是慶祝結婚的宴席方面的事情。女子為了燙酒而到廚房去，不過卻再也沒有回來。在等待的男子到廚房後並沒有看到女子的身影，只看到浸水的衣服。這女子其實是冰柱的化身，她是被廚房的火的熱給融化了。
金冰女房 - 越後國（現·新潟縣）
突然來的女子和男子雖然結婚了，可是到了春天，女子的身影卻突然消失了。男子以為女子逃跑了而非常的悲傷，但是他覺得獨自生活很不方便而無法忍耐，於是他就和別的女子再婚了。
然後到了冬天，男子看到在屋簷下有很大的冰柱垂吊著。他覺得那會妨礙通行，於是決定打掉冰柱。待在家中的妻子，突然聽到男子的哀鳴聲。感到吃驚而來到外面，看到男子被冰柱貫穿頭部而死。